# Uriel
Uriel (in ebraico אוּרִיאֵל‎?, ʾŪrīʾēl, "Luce di Dio" o "Dio è la mia fiamma"), spesso italianizzato in Uriele, è uno degli arcangeli della tradizione ebraica e di alcune chiese cristiane. Il suo nome è analogo al nome Uria, da cui differisce per l'uso di un diverso nome ebraico per Dio: Ya al posto di El.
El in ebraico è uno dei nomi dell'unico Dio, o la radice di nomi di persona collegati a Lui, come Elia profeta o Emmanuele (nome di Gesù Cristo, inteso come Dio).

## Nell'ebraismo

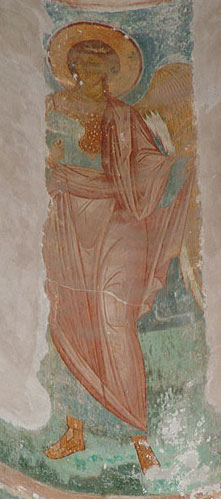
Affresco di Dionisij raffigurante l'Arcangelo Uriel. (Chiesa della Natività della Vergine, Monastero di Ferapontov, Russia).

Gli angeli menzionati nei libri più antichi della Bibbia Ebraica sono senza nomi. Effettivamente, il rabbino Simeon ben Lakish di Tiberiade (230-270), asserisce che tutti i nomi specifici degli angeli e demoni vengono riportati dagli Ebrei da Babilonia e alcuni critici moderni tendono ad acconsentire. Dei sette arcangeli del giudaismo post-esilio, solo tre, Gabriele, Michele e Raffaele, vengono menzionati per nome nelle scritture che gradualmente diventano accettate come la Bibbia canonica (solo il secondo è però definito come arcangelo, mentre gli altri come semplici angeli). Altri quattro, tuttavia, vengono nominati nel capitolo XX del Libro di Enoch (II secolo a.C.): oltre Uriel questi sono Raguel, Sariel e Remiel. 
Uriel compare anche nella Apocalisse di Esdra, una pseudoepigrafia apocrifa nella tradizione della letteratura apocalittica attribuita a Esdra, nella quale il profeta Esdra pone a Dio una serie di domande, e Uriel viene inviato da Dio per istruirlo. Uriel è spesso identificato come il cherubino che "sta a guardia dei cancelli dell'Eden con una spada fiammeggiante", o come l'angelo che "veglia sul tuono e il terrore" (Enoch). 
Nella Vita di Adamo ed Eva, Uriel è visto come uno dei cherubini del terzo capitolo della Genesi. Egli è anche comunemente identificato come uno degli angeli che aiutarono a seppellire Adamo e Abele in Paradiso.
Secondo le tradizioni della mistica medievale ebraica, Uriel è diventato l'Angelo della Domenica (Jewish Encyclopedia), Angelo della Poetica, e uno dei Sacri Sephirot. È anche l'angelo che predisse a Noé l'arrivo del diluvio universale:
(Enoch 1917 R. H. Charles (1 Enoch 10:1 Libro degli Osservatori))
Egli controllò sulle porte d'Egitto che vi fosse il sangue d'agnello, durante le piaghe. Egli detiene inoltre la chiave dell'Inferno durante i Tempi della Fine, e condusse Abramo verso l'Ovest.
In opere apocrife e relative alla qabbalah Uriel è stato assimilato o confuso con Azrael, Nuriel, Uryan, Jeremiel, Vretil, Sariel, Puruel, Phanuel, Jehoel e Israfel.

## Nel cristianesimo
Nell'Apocalisse di Pietro appare come l'Angelo del Pentimento, rappresentato come se fosse senza pietà come un qualsiasi demòne. 
Il Libro di Enoch è da secoli considerato apocrifo dalla Chiesa Cattolica, Chiesa Ortodossa e Chiesa Protestante: nessuno dei 4 angeli aggiuntivi è menzionato nella Bibbia canonica per nome. 
Per la Chiesa Cattolica non sono mai stati proclamati santi, a loro non sono quindi consacrati luoghi di culto, né sono oggetto di venerazione o presenti nel calendario liturgico.  
I quattro angeli non sono presenti col loro nome nemmeno nel calendario della Chiesa Ortodossa, dove non risultano essere santi; la loro festività è aggiunta da alcune Chiese all'equivalente cattolico della Solennità di tutti i Santi. La festività del 29 settembre e 8 novembre è dedicata a due Archistrateghi, titolo greco equivalente di arcangelo, mentre tutti gli altri non presenti per nome sono "angeli della sesta classe", secondo la comune angelologia medioevale. Quando quattro arcangeli sono associati ai quattro punti cardinali, Uriel viene generalmente utilizzato come quarto, in aggiunta ai tre nominati nella Bibbia.

## Nella tradizione esoterica moderna

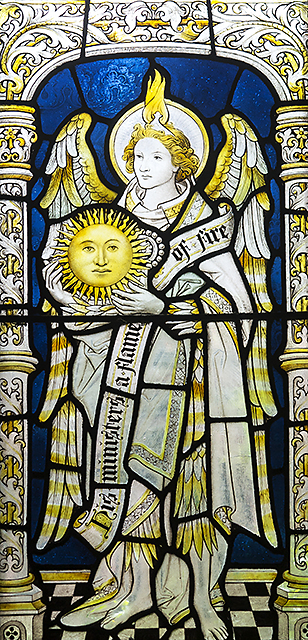
Vetro policromo dell'arcangelo Uriele come il reggente del Sole nei chiostri della cattedrale di Chester.

Nella modernità, in un'ottica solo marginalmente cristiana (Angelologia), Uriele è identificato variamente come serafino, cherubino, reggente del Sole, fiamma di Dio, angelo della Divina Presenza, colui che presiede e vigila sul Tartaro (inferno), arcangelo della salvezza, e, in scritture successive, è identificato con Fanuele, "volto di Dio".
È spesso raffigurato con un libro o un rotolo di papiro (per la sua saggezza). Uriele è un patrono delle Arti, ed è descritto da Milton come "lo spirito dalla vista più acuta in tutto il Cielo". Nel Libro Terzo del Paradiso perduto di John Milton, Uriele, in carica nell'orbita del Sole, asserve il ruolo di occhio di Dio, ma inconsapevolmente guida Satana, angelo caduto, verso la Terra appena creata.
Uriel governa l'elemento Terra. Il libro o il rotolo di papiro che tiene tra le mani sono i simboli della saggezza che guida l’evoluzione. Si tratta della saggezza che viene dalla terra: è la Natura che mostra e insegna.